# Lebiajié (raïon de Lomonossov)
Lebiajié (en russe : Лебя́жье, en finnois : Leppäsi) est une commune urbaine du raïon de Lomonossov de l'oblast de Léningrad, en Russie. Il est le centre administratif de l'établissement urbain de Lebiajié. Sa population s'élevait à 5 160 habitants en 2024.    

## Géographie
Lebiajié est située dans l'oblast de Léningrad, un sujet de Russie européenne qui fait partie du district fédéral du Nord-Ouest. La localité se trouve dans le raïon de Lomonossov, une des raïons de l'oblast, et fait partie de l'établissement urbain de Lebiajié, une municipalité du raïon, dont il est le chef-lieu,,.
Lebiajié, comme tout l'oblast de Léningrad, est située dans le fuseau horaire MSK (heure de Moscou). Le décalage horaire appliqué par rapport au temps universel coordonné est +03:00.

## Démographie
Recensements (*) et estimations de la population,:
| 2002* | 2010* | 2021* | 2024  |
| ----- | ----- | ----- | ----- |
| 5 600 | 4 729 | 5 068 | 5 160 |